# Schäferite
La schäferite (simbolo IMA: Sfr) è un minerale e un vanadato estremamente raro del supergruppo del granato e del gruppo della berzeliite con la composizione chimica idealizzata Ca2+2Na+Mg2+2V5+3O12.

## Etimologia e storia
La schäferite in un primo tempo fu classificata come clinohumite solamente in base all'aspetto simile, ma riconosciuta come nuova specie solo nel 1997 quando un'analisi condotta mediante spettroscopia EDS rivelò un alto contenuto di vanadio.
Vari vanadati con una struttura del granato sono stati sintetizzati a partire dagli anni '60. Il V5+ coordinato tetraedrico è un efficiente centro di luminescenza. Per questo motivo e per la loro elevata stabilità chimica, i granati di vanadio sono ancora oggi di interesse tecnico come fosforo giallo o bianco per LED.
Il vanadato di calcio-sodio-magnesio di origine naturale è stato trovato e descritto nell'Eifel solo nel 1999. Il nuovo minerale del gruppo della berzeliite è stato chiamato in onore del collezionista Helmut Schäfer, che lo scoprì negli xenoliti del basalto del complesso vulcanico del Bellerberg. Negli anni successivi, questi collezionisti scoprirono la schäferite in altri basalti, sempre nell'Eifel.
Nel 2017, un equivalente artificiale della schäferite è stato scoperto in un vecchio mucchio di scorie in Grecia.

## Classificazione
Secondo l'attuale classificazione dell'Associazione Mineralogica Internazionale (IMA), la schäferite appartiene al supergruppo del granato, dove forma il gruppo della berzeliite con 15 cariche positive sulla posizione reticolare coordinata tetraedrica insieme a berzeliite, manganberzeliite e palenzonaite.
Nell'obsoleta, ma in parte ancora in uso, 8ª edizione della sistematica minerale secondo Strunz, la schäferite apparteneva alla classe minerale dei "fosfati, arseniati e vanadati" e poi alla sottoclasse dei "fosfati anidri [PO4]3−, senza anioni estranei", dove veniva elencata insieme a berzeliite, chladniite, fillowite, galileiite, johnsomervilleite, manganberzeliite, palenzonaite, stornesite-(Y) e xenophyllite e con le quali formava il sistema nº VII/A.08.
La 9ª edizione della sistematica minerale di Strunz, valida dal 2001 e utilizzata dall'IMA, classifica la schäferite nella categoria "8.A Fosfati, ecc. senza anioni aggiuntivi, senza H2O"; questa è ulteriormente suddivisa in base alla dimensione relativa dei cationi coinvolti, in modo che il minerale possa essere trovato nella suddivisione "8.AC Con cationi di media e grande dimensione" in base alla sua composizione, dove forma il "gruppo della berzeliite" insieme berzeliite, manganberzeliite e palenzonaite col sistema nº 8.AC.25.
Anche la classificazione dei minerali secondo Dana, che viene utilizzata principalmente nel mondo anglosassone, classifica la schäferite nella classe dei "fosfati, arseniati e vanadati" e lì nella sottoclasse dei "fosfati anidri, ecc.". Qui può essere trovato insieme a berzeliite, manganberzeliite e palenzonaite nel "gruppo della berzeliite" all'interno della suddivisione "38.02 Fosfati anidri ecc., (A+B2+)5(XO4)3".

## Chimica
La schäferite con la composizione idealizzata:
- {\displaystyle \mathrm {^{[X]}(Na^{+}Ca_{2}^{2+})^{[Y]}Mg_{2}^{2+}\,\,^{[Z]}V_{3}^{5+}O_{12}} }

è l'analogo del magnesio della palenzonaite {\displaystyle \mathrm {(^{[X]}(Na^{+}Ca_{2}^{2+})^{[Y]}Mn_{2}^{2+}\,\,^{[Z]}V_{3}^{5+}O_{12})} } o l'analogo del vanadio della berzeliite {\displaystyle \mathrm {(^{[X]}(Na^{+}Ca_{2}^{2+})^{[Y]}Mg_{2}^{2+}\,\,^{[Z]}As_{3}^{5+}O_{12})} }.
La composizione della località tipo è:
- {\displaystyle \mathrm {^{[X]}(Ca_{2,09}^{2+}Na_{0,73}^{+}\Box _{0,10}Mg_{0,04}^{2+}Mn_{0,02}^{2+}Fe_{0,01}^{2+})^{[Y]}Mg_{2}^{2+}\,\,^{[Z]}(V_{2,96}^{5+}P_{0,02}^{5+}Si_{0,01}^{4+})O_{12}} }

Sia la schäferite naturale che il suo equivalente sintetico possono contenere lacune nelle posizioni X e Y, corrispondenti alla reazione di scambio:
- {\displaystyle \mathrm {2^{[X]}Na=\,^{[X]}(Ca,Mg,Mn)+\,^{[X]}\Box } }

Quasi il 10% del vanadio può essere sostituito dal fosforo, secondo la reazione:
- {\displaystyle {\ce {^{[Z]}V^{5+}= ^{[Z]}P^{5+}}}}

Nelle schäferiti provenienti dalle scorie dell'antica fusione dei metalli in Grecia, la reazione di scambio era {\displaystyle \mathrm {^{[X]}Ca^{2+}+\,^{[Y]}(Mg,Ni)^{2+}=\,^{[X]}Na^{+}+\,^{[Y]}Fe^{3+}} }
La schäferite cristallizza con la stessa struttura dei granati silicati, ma come tutti i granati del gruppo della berzeliite contiene solo piccole quantità di silicio. Non esiste una miscibilità estesa tra i granati silicato e vanadato o i granati arseniato.

## Abito cristallino
La schäferite cristallizza nel sistema cubico nel gruppo spaziale Ia3d (gruppo nº 230) con 8 unità di formula per cella unitaria. Il cristallo misto naturale della località tipo ha il parametro reticolare a = 12,427 Å. Il parametro reticolare della schäferite sintetica pura è leggermente più grande: a = 12,437 Å.
La struttura è quella del granato. Il sodio (Na+) e il calcio (Ca2+) occupano la posizione X, che è dodecaedrica circondata da 8 ioni ossigeno, il magnesio (Mg2+) occupa la posizione Y, che è ottaedrica circondata da 6 ioni ossigeno, e la posizione Z, che è tetraedrica circondata da 4 ioni ossigeno, è occupata esclusivamente dal vanadio (V5+).

## Origine e giacitura
La schäferite si forma durante il metamorfismo di contatto di rocce ricche di silicati da parte di magmi basaltici ricchi di alcali. La località tipo e l'unica località naturale conosciuta sono xenoliti del vulcano Bellerberg nell'Eifel (Renania-Palatinato, Germania). Qui, la schäferite si trova negli xenoliti insieme a magnesioferrite, quarzo, albite e pseudobrookite. Giacimenti comparabili sono noti solo dall'Eifel. Qui, la schäferite si trovava ancora nel Nickenicher Sattel (Eicher Sattel) vicino ad Andernach e nella cava di Rothenberg vicino a Mendig.
La schäferite naturale forma metamorfiche di contatto quando xenoliti ricchi di silice (SiO2) sono ricoperti e riplasmati da magmi basaltici ricchi di alcali.
Granati al vanadio ricchi di schäferite di origine artificiale sono stati trovati nelle scorie di liebenbergite ad Agios Konstantinos nel distretto di Laurio nella regione dell'Attica, in Grecia. La schäferite si trova qui associata a liebenbergite, trevorite, bannermanite e ad altri equivalenti sintetici di minerali di nichel-vanadio, nonché ad albite, nosean e haüyne.

## Forma in cui si presenta in natura
La schäferite si presenta sotto forma di cristalli rosso-arancio, con lucentezza vitrea, di dimensioni fino a 0,15 mm di forma di icositetraedro trapezoidale e in aggregati cristallini.